# Parklife (singel)
"Parklife" är den brittiska alternativa rockgruppen Blurs tionde singel, utgiven den 22 augusti 1994. Som bäst nådde singeln plats 10 på den brittiska topplistan. Detta var tredje singeln från albumet Parklife. Samtliga låtar är skrivna av Albarn/Coxon/James/Rowntree.

## Låtlista
- CD1

1. "Parklife"
2. "Supa Shoppa"
3. "Theme from an Imaginary Film"

- CD2

1. "Parklife"
2. "Beard"
3. "To the End" (French version)

- 7"

1. "Parklife"
2. "Supa Shoppa"

- Cassette

1. "Parklife"
2. "Supa Shoppa"
3. "Theme from an Imaginary Film"

- 12"

1. "Parklife"
2. "Supa Shoppa"
3. "To the End" (french version)
4. "Beard"

Notera att 7"-singeln enbart gavs ut i jukeboxformat och aldrig var tillgänglig kommersiellt.